# Saison 9 de Skam France
 (janvier 2022).
Chronologie
Saison 8 Saison 10
Cet article présente le guide des épisodes de la neuvième saison de la web-série française Skam France.
La saison sort en « temps réel » sur la plateforme web France.tv par France.tv Slash, en courtes séquences à partir du 5 janvier 2022, et en épisodes complets le 14 janvier 2022.

## Synopsis
Cette saison est consacrée au personnage de Maya Etienne et de la rupture amoureuse.

## Distribution

### Acteurs principaux
Sauf indication contraire, les informations mentionnées dans cette section peuvent être confirmées par la base de données cinématographiques Allociné,  présente dans la section « Liens externes ».
- Ayumi Roux : Maya
- Flavie Delangle : Lola
- Sohan Pague : Max
- Louise Malek : Jo
- Lucie Fagedet : Tiff
- Abdallah Charki : Redouane
- Khalil Ben Gharbia : Bilal
- Zoé Garcia : Anais
- Léo Mazo : Clément
- Jade Perdri : Sacha
- Nathan Japy : Hugo

### Acteurs récurrents et invités
- Angèle Mac : June
- Maxence Danet-Fauvel : Eliott
- Olivia Côte : infirmière du lycée
- Alain Bouzigues : Proviseur
- Régis Romele : Père de Lola
- Monique Cardo Flores : Suzanne
- Stéphanie Pasquet : Dr. Kadouch
- Emilie Pierson : Dermatologue
- Loryn Nonay : Éléonore
- Jean-Claude Matthey : Guy
- Rachid Yous : Conducteur de camion de chantier
- Landon Barret : Ely Léo

## Équipe technique
Sauf indication contraire, les informations mentionnées dans cette section peuvent être confirmées par la base de données cinématographiques Allociné,  présente dans la section « Liens externes ».
- Créatrice : Julie Andem
- Réalisatrice : Shirley Monsarrat
- Adaptation : Cyril Tysz, Clémence Lebatteux, Karen Guillorel, Julien Capron
- Scénarios : Deborah Hassoun (Directrice de collection), Clément Gournay, Louise Condemi, Marie Lelong, Giulia Volli
- Post-production : Blackship - Jill Pardini (directrice de post-production)
- Montage : Tianès Montasser (cheffe monteuse superviseur), Charly Lemega (chef monteur), Flora Alfonsi (cheffe monteuse), Olivier Py (assistant monteur)
- Étalonnage : Gabriel Poirier
- Son : Ange Hubert (chef monteur son), Thibault Macquart (chef mixeur), Matthieu Dallaporta (conformateur son)

## Liste des épisodes
1. Tout va bien
2. Des raisons
3. Fissure
4. Un pas en avant
5. La Lune est magnifique
6. Lola
7. Dégage
8. L'Échappée belle
9. Le Monde s'écroule
10. Je vous aime

### Épisode 1:Tout va bien
- France : 
  - 14 janvier 2022 à 18 h sur France.tv

### Épisode 2:Des raisons
- France : 
  - 21 janvier 2022 à 18 h sur France.tv

### Épisode 3:Fissure
- France : 
  - 28 janvier 2022 à 18 h sur France.tv

### Épisode 4:Un pas en avant
- France : 
  - 4 février 2022 à 18 h sur France.tv

### Épisode 5:La Lune est magnifique
- France : 
  - 11 février 2022 à 18 h sur France.tv

### Épisode 6:Lola
- France : 
  - 18 février 2022 à 18 h sur France.tv

### Épisode 7:Dégage
- France : 
  - 25 février 2022 à 18 h sur France.tv

### Épisode 8:L'Échappée belle
- France : 
  - 4 mars 2022 à 18 h sur France.tv

### Épisode 9:Le Monde s'écroule
- France : 
  - 11 mars 2022 à 18 h sur France.tv

### Épisode 10:Je vous aime
- France : 
  - 18 mars 2022 à 18 h sur France.tv